# Kids' Choice Award al film d'animazione preferito
Il Kids' Choice Award al film d'animazione preferito (Favorite Animated Movie) è un premio assegnato annualmente ai Kids' Choice Awards, a partire dal 2006, al film animato preferito dai telespettatori del canale Nickelodeon.

## Albo d'oro

### Anni 2000
- 2006
  - Madagascar, regia di Eric Darnell e Tom McGrath
  - Chicken Little - Amici per le penne (Chicken Little), regia di Mark Dindal
  - Robots, regia di Chris Wedge
  - Wallace & Gromit - La maledizione del coniglio mannaro, regia di Nick Park e Steve Box
- 2007
  - Happy Feet, regia di George Miller
  - Cars - Motori ruggenti, regia di John Lasseter
  - L'era glaciale 2 - Il disgelo, regia di Carlos Saldanha
  - La gang del bosco, regia di Tim Johnson e Karey Kirkpatrick
- 2008
  - Ratatouille, regia di Brad Bird
  - Bee Movie, regia di Simon J. Smith e Steve Hickner
  - Shrek terzo, regia di Raman Hui e Chris Miller
  - I Simpson - Il film, regia di David Silverman
- 2009
  - Madagascar 2, regia di Eric Darnell e Tom McGrath
  - Bolt - Un eroe a quattro zampe, regia di Chris Williams
  - Kung Fu Panda, regia di Mark Osborne e John Stevenson
  - WALL•E, regia di Andrew Stanton

### Anni 2010
- 2010
  - Up, regia di Pete Docter e Bob Peterson
  - A Christmas Carol, regia di Robert Zemeckis
  - L'era glaciale 3 - L'alba dei dinosauri, regia di Carlos Saldanha
  - Mostri contro alieni, regia di Rob Letterman e Conrad Vernon
- 2011
  - Cattivissimo me, regia di Pierre Coffin e Chris Renaud
  - Dragon Trainer, regia di Chris Sanders e Dean DeBlois
  - Shrek e vissero felici e contenti, regia di Mike Mitchell
  - Toy Story 3 - La grande fuga, regia di Lee Unkrich
- 2012
  - Il gatto con gli stivali, regia di Chris Miller
  - Cars 2, regia di John Lasseter e Brad Lewis
  - Kung Fu Panda 2, regia di Jennifer Yuh
  - Rio, regia di Carlos Saldanha
- 2013
  - Dragon Trainer, regia di Chris Sanders e Dean DeBlois
  - Ribelle - The Brave, regia di Mark Andrews, Brenda Chapman e Steve Purcell
  - L'era glaciale 4 - Continenti alla deriva, regia di Steve Martino e Mike Thurmeier
  - Madagascar 3 - Ricercati in Europa, regia di Eric Darnell, Conrad Vernon e Tom McGrath
- 2014
  - Frozen - Il regno di ghiaccio, regia di Chris Buck e Jennifer Lee
  - Piovono polpette 2 - La rivincita degli avanzi, regia di Cody Cameron e Kris Pearn
  - Cattivissimo me 2, regia di Pierre Coffin e Chris Renaud
  - Monsters University, regia di Dan Scanlon
- 2015
  - Big Hero 6, regia di Don Hall e Chris Williams
  - SpongeBob - Fuori dall'acqua, regia di Paul Tibbitt
  - Dragon Trainer 2, regia di Dean DeBlois
  - The LEGO Movie, regia di Phil Lord e Christopher Miller
  - I pinguini di Madagascar, regia di Eric Darnell e Simon J. Smith
  - Rio 2 - Missione Amazzonia, regia di Carlos Saldanha
- 2016
  - Hotel Transylvania 2, regia di Genndy Tartakovsky
  - Alvin Superstar - Nessuno ci può fermare, regia di Walt Becker
  - Home - A casa, regia di Tim Johnson
  - Inside Out, regia di Pete Docter e Ronnie del Carmen
  - Minions, regia di Pierre Coffin e Kyle Balda
  - Snoopy & Friends - Il film dei Peanuts, regia di Steve Martino
- 2017
  - Alla ricerca di Dory, regia di Andrew Stanton
  - Oceania, regia di Ron Clements e John Musker
  - Pets - Vita da animali, regia di Chris Renaud e Yarrow Cheney
  - Sing, regia di Garth Jennings
  - Trolls, regia di Mike Mitchell e Walt Dohrn
  - Zootropolis, regia di Byron Howard e Rich Moore
- 2018
  - Coco, regia di Lee Unkrich
  - Capitan Mutanda - Il film, regia di David Soren
  - Cars 3, regia di Brian Fee
  - Cattivissimo me 3, regia di Pierre Coffin, Kyle Balda ed Eric Guillon
  - Emoji - Accendi le emozioni, regia di Tony Leondis
  - Ferdinand, regia di Carlos Saldanha
  -  LEGO Batman - Il film, regia di Chris McKay
  -  I Puffi - Viaggio nella foresta segreta, regia di Kelly Asbury
- 2019
  - Gli Incredibili 2, regia di Brad Bird
  - Il Grinch, regia di Yarrow Cheney e Scott Mosier
  - Hotel Transylvania 3 - Una vacanza mostruosa, regia di Genndy Tartakovsky
  - Spider-Man - Un nuovo universo, regia di Bob Persichetti, Peter Ramsey e Rodney Rothman
  - Peter Rabbit, regia di Will Gluck
  - Ralph spacca Internet, regia di Rich Moore e Phil Johnston

### Anni 2020
- 2020
  - Frozen II - Il segreto di Arendelle, regia di Chris Buck e Jennifer Lee
  - Angry Birds 2 - Nemici amici per sempre, regia di Thurop Van Orman e John Rice
  - The LEGO Movie 2 - Una nuova avventura, regia di Mike Mitchell
  - Il re leone, regia di Jon Favreau
  - Pets 2 - Vita da animali, regia di Chris Renaud
  - Toy Story 4, regia di Josh Cooley
- 2021
  - Soul, regia di Pete Docter[1]
  - Onward - Oltre la magia, regia di Dan Scanlon
  - Phineas e Ferb: Il film - Candace contro l'Universo, regia di Bob Bowen
  - I Croods 2 - Una nuova era, regia di Joel Crawford
  - Trolls World Tour, regia di Walt Dohrn e David P. Smith
  - Scooby!, regia di Tony Cervone
- 2022
  - Encanto, regia di Byron Howard, Jared Bush e Charise Castro Smith
  - Luca, regia di Enrico Casarosa
  - Baby Boss 2 - Affari di famiglia (The Boss Baby: Family Business), regia di Tom McGrath
  - Sing 2 - Sempre più forte (Sing 2), regia di Garth Jennings
  - SpongeBob - Amici in fuga (The SpongeBob Movie: Sponge on the Run), regia di Tim Hill
  - PAW Patrol - Il film (PAW Patrol: The Movie), regia di Cal Brunker
- 2023
  - Minions 2 - Come Gru diventa cattivissimo (Minions: The Rise of Gru), regia di Kyle Balda, Brad Ableson e Jonathan del Val
  - DC League of Super-Pets, regia di Jared Stern
  - Hotel Transylvania - Uno scambio mostruoso (Hotel Transylvania: Transformania), regia di Derek Drymon e Jennifer Kluska
  - Lightyear - La vera storia di Buzz (Lightyear), regia di Angus MacLane
  - Troppo cattivi (The Bad Guys), regia di Pierre Perifel
  - Red (Turning Red), regia di Domee Shi
- 2024
  - Spider-Man: Across the Spider-Verse, regia di Joaquim Dos Santos, Kemp Powers e Justin K. Thompson
  - Elemental, regia di Peter Sohn
  - Kung Fu Panda 4, regia di Mike Mitchell e Stephanie Ma Stin
  - PAW Patrol - Il super film, regia di Carl Brunker
  - Tartarughe Ninja - Caos mutante, regia di Jeff Rowe
  - Garfield - Una missione gustosa, regia di Mark Dindall
  - Super Mario Bros. - Il film, regia di Aaron Horwath e Michael Jelenic
  - Trolls 3 - Tutti insieme, regia di Walt Dorhn